# クロムウェルの首
この項目では、オリバー・クロムウェルの首（オリバー・クロムウェルのくび）について解説する。

## 概要
清教徒革命の指導者であり、イングランド共和国を護国卿として支配したオリバー・クロムウェルは、1658年9月3日に病死し、その遺体はロンドンのウェストミンスター寺院に埋葬された。1660年にイングランド王政復古が果たされると、クロムウェルらレジサイド（王殺し）は死後処刑の対象となり、遺体は墓所から引きずり出された。1661年1月30日、クロムウェルの遺体はタイバーンの処刑台に吊るされたのち斬首され、その首は長い棒の先端に突き立てられて、ウェストミンスター・ホールの屋根に掲げられ、少なくとも1684年までその状態で晒され続けた。
1684年から1710年までの期間、クロムウェルの首に何が起きたのかを示す確かな記録は存在しないものの、言い伝えによれば1680年代末期の嵐の夜、首は屋根から地上に落下したのち、偶然それを発見した番兵によって家に持ち帰られたとされている。次に記録が残された1710年の時点では、クロムウェルの首はフランス人の収集家の所有物として、彼が運営するロンドンの私設博物館に展示されていた。
その後も首は様々な個人や投機家の間で取引され、1815年にはジョサイア・ヘンリー・ウィルキンソンという人物の所有物となり、彼の死後はその子孫に代々伝えられた。その間、首の真贋はしばしば議論の対象となり、クロムウェルのものとされる別の頭蓋骨も存在したが、1930年代に実施されたカール・ピアソンらによる科学的調査は、ウィルキンソン家に伝わる頭蓋骨が「ほぼ間違いなく」クロムウェル本人の首であると結論づけた。正式な埋葬を望んだウィルキンソン家の意向により、クロムウェルの首は1960年3月、母校であるケンブリッジ大学シドニー・サセックス・カレッジの敷地内に秘密裏に埋葬された。

## 背景と起源

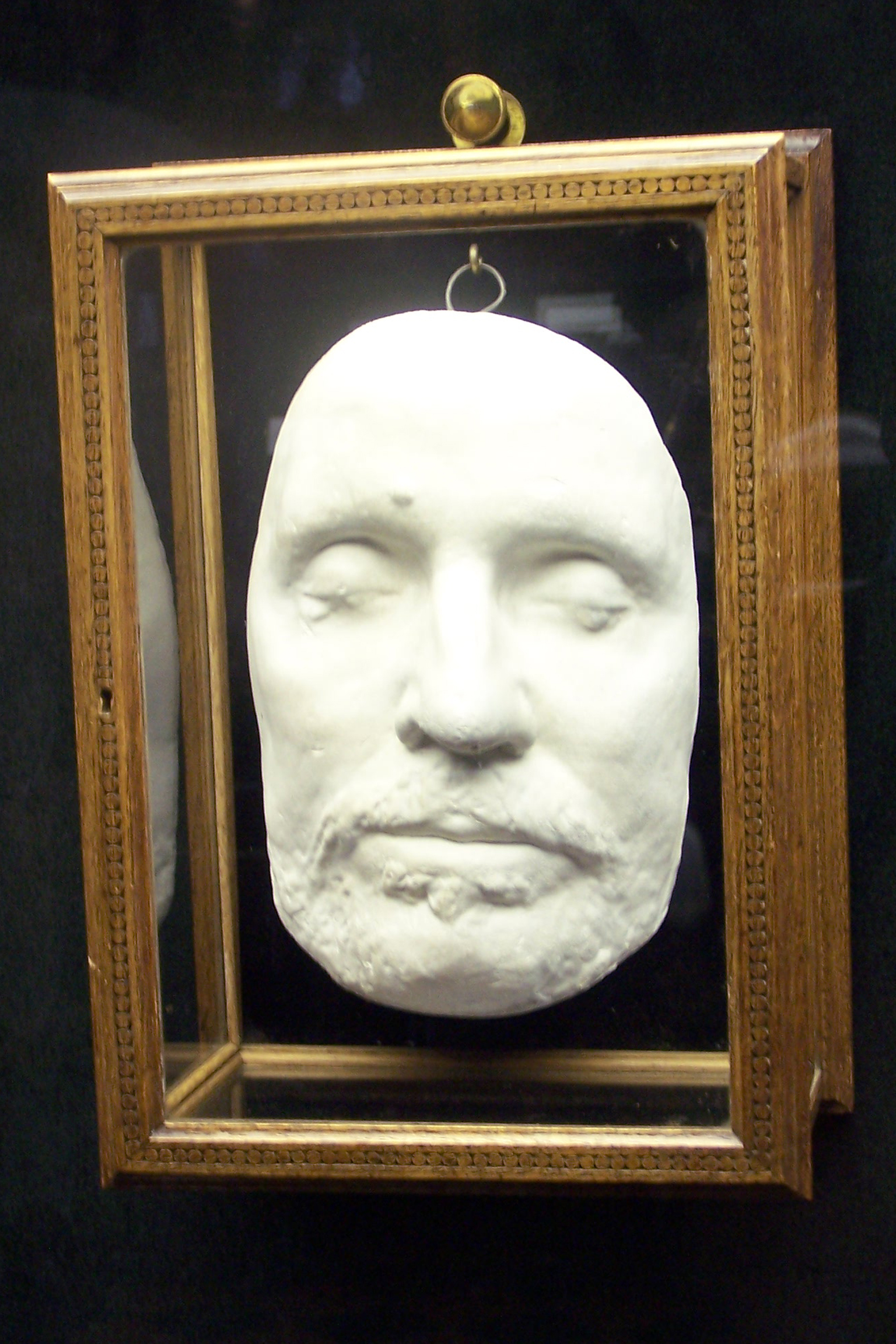
ウォリック城に展示されるオリバー・クロムウェルのデスマスク

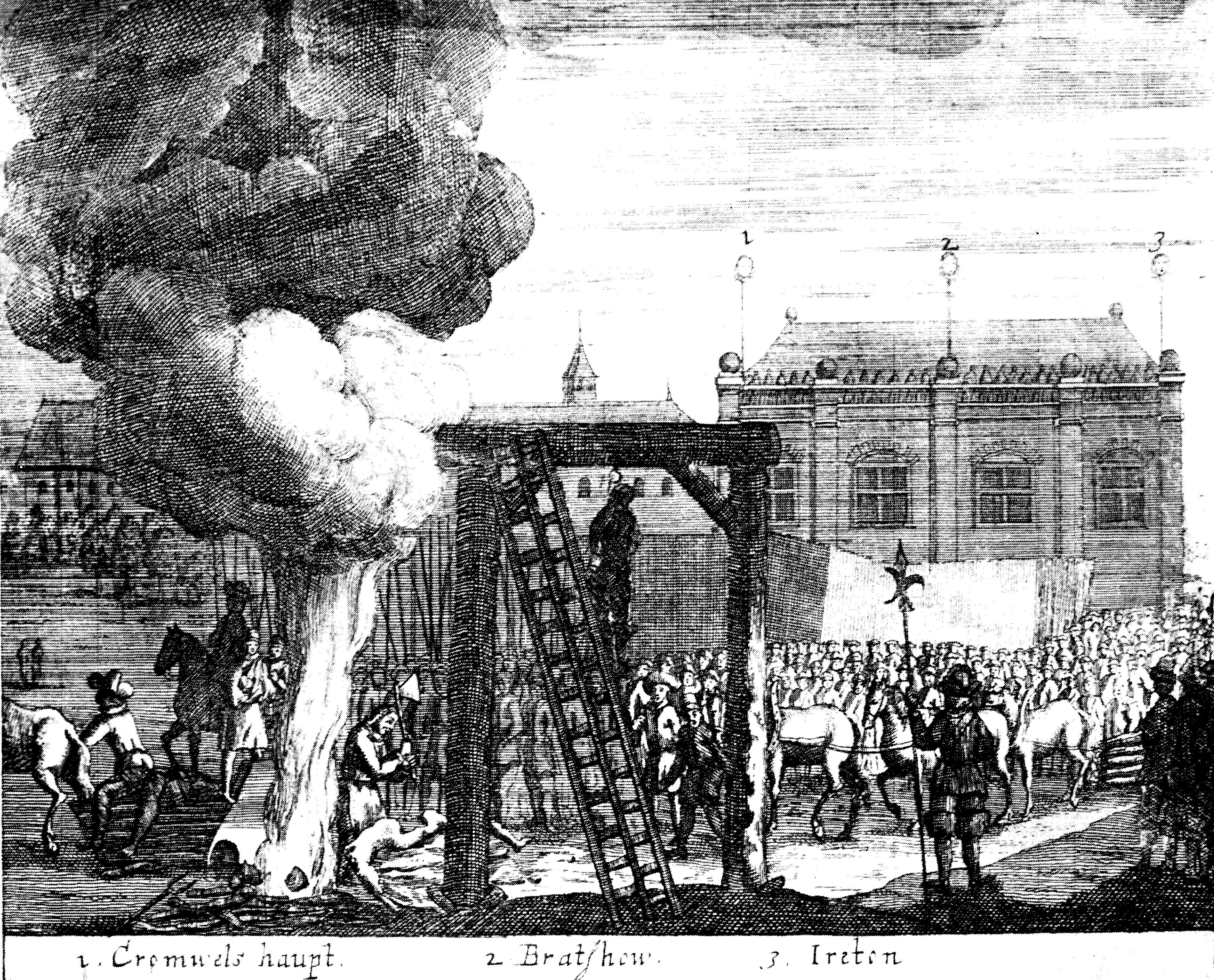
タイバーンで行われたクロムウェルらの死後処刑の描写。背景に見えるウェストミンスター・ホールの屋根にはクロムウェル、ブラッドショー、アイアトンの3名の首が高く掲げられている。

オリバー・クロムウェルはニューモデル軍を率いてイングランド内戦に勝利し、1649年1月にイングランド王チャールズ1世を処刑したのち王政および貴族院を廃してイングランド共和国の樹立を指導した（清教徒革命）。1653年12月から護国卿となったクロムウェルは、ほぼ無制限の権力を独占し、幾多の王宮に住むなど、旧王政の君主による個人支配と大差のない形でイングランドを統治した。1657年には正式に国王となることを提案されたが、それは拒否した。その後、クロムウェルは病を患い、1658年9月3日（旧暦）の午後に死亡した。
クロムウェルの死は旧王政における君主の死と同様に厳かに扱われた。遺体は1658年9月20日にサマセット・ハウスへと運ばれて正装安置され、10月18日に告別のため一般公開された。クロムウェルの遺体は防腐処置を施されたのちに布で覆われ、鉛製の棺に入れられた上で、別の装飾された木製の棺の中に置かれていた。また、棺の隣には生前の姿を精巧に再現した肖像彫刻が設置されており、彫刻は国王の象徴である衣服や装飾品で飾られていた。11月23日には2度の延期を経て入念に準備された葬送がロンドンの街中で行われたが、クロムウェルの遺体は腐敗が進行していたため、その2週間前にはすでにウェストミンスター寺院に埋葬されていた。クロムウェルの棺のために建てられた棺台はジェームズ1世のものと非常に良く似ていたが、「より一層壮麗かつ高価」であった。
1660年にチャールズ2世のもとでイングランド王政復古が果たされると、存命だったレジサイド（チャールズ1世の裁判と処刑に関与した者たち）は裁判にかけられて有罪とされ、そのうち12人には首吊り・内臓抉り・四つ裂きの刑が執行された。さらに、議会はすでに死亡していたレジサイドであるオリバー・クロムウェル、ジョン・ブラッドショー、ヘンリー・アイアトンの3名に死後処刑を行うことを命じた。掘り出されたクロムウェルとアイアトンの遺体は1661年1月28日にホルボーンの「レッド・ライオン・イン」に運び込まれ、翌日にはブラッドショーの遺体も到着した。その後、3名の遺体は処刑が行われるタイバーンへと移送された。チャールズ1世が処刑された記念日である1661年1月30日の朝、蓋の開いた棺に入れられた3体の遺体は、荷物用のそりでロンドンの街中を引きずられながら絞首台へと運ばれ、その後それぞれの遺体は首を吊るされて、午後4時ごろまで公衆の面前に晒された。
絞首台から降ろされたのち、クロムウェルの首は8度の斬撃によって胴体から切り離され、長さ6.1メートルの木の棒の先端に固定された金属のスパイクに突き立てられた上で、ウェストミンスター・ホールの上に高々と掲げられた。残った胴体の行方については様々な風説が存在し、その中にはクロムウェルの娘でフォーコンバーグ伯爵夫人のメアリーが父の胴体を奪回し、彼女の夫の屋敷であるニューバーグ・プライオリーに埋葬したという噂も含まれる。歴史家ジョン・モリルは、クロムウェルの胴体はタイバーンで絞首台下の穴に投棄され、その場所にとどまった可能性が高いと指摘している。

## 17世紀から18世紀
クロムウェルの首は1661年から少なくとも1684年まで、ウェストミンスター・ホールの上に掲げられていたことが記録に残されている（ただし、1681年には屋根の補修のため一時的に撤去されていた）。1684年から1710年までの期間、首に何が起こったのかを示す確たる証拠は存在していないが、首がウェストミンスターから消えて個人の所有物となった経緯は、ジェームズ2世の統治 (1685年 - 1688年)の末期に起きた嵐に端を発すると伝えられている。言い伝えによれば、ある嵐の夜に首が突き立てられていた棒が折れ、クロムウェルの首は地面に落下したのち、偶然そこを通りかかかった番兵によって発見された。番兵はそれを外套の下に入れて持ち帰り、自宅の煙突の中に隠して保管したとされる。クロムウェルの首が行方不明となったことは当時のロンドンでも一大事であり、首を無事に返還した者には多額の褒賞金が約束されたため、それを求めて多くの人々が首の捜索を行ったという。次にクロムウェルの首が記録に残されたのは1710年であり、この年にクローディウス・デュプイ (Claudius Du Puy)というスイス系フランス人の珍品収集家が、クロムウェルの首を自らの所有物としてロンドンの私設博物館に展示していたことが、博物館を訪れたドイツ人の旅行者フォン・ウッフェンバッハによって伝えられている。フォン・ウッフェンバッハはこの展示物に感銘を受けず、デュプイから首を売れば60ギニーの値がつくと聞かされた際に、「この奇怪な首もイングランド人にとっては未だそれほどまでに大切で価値があるものなのだ」と驚嘆したことを書き残している。

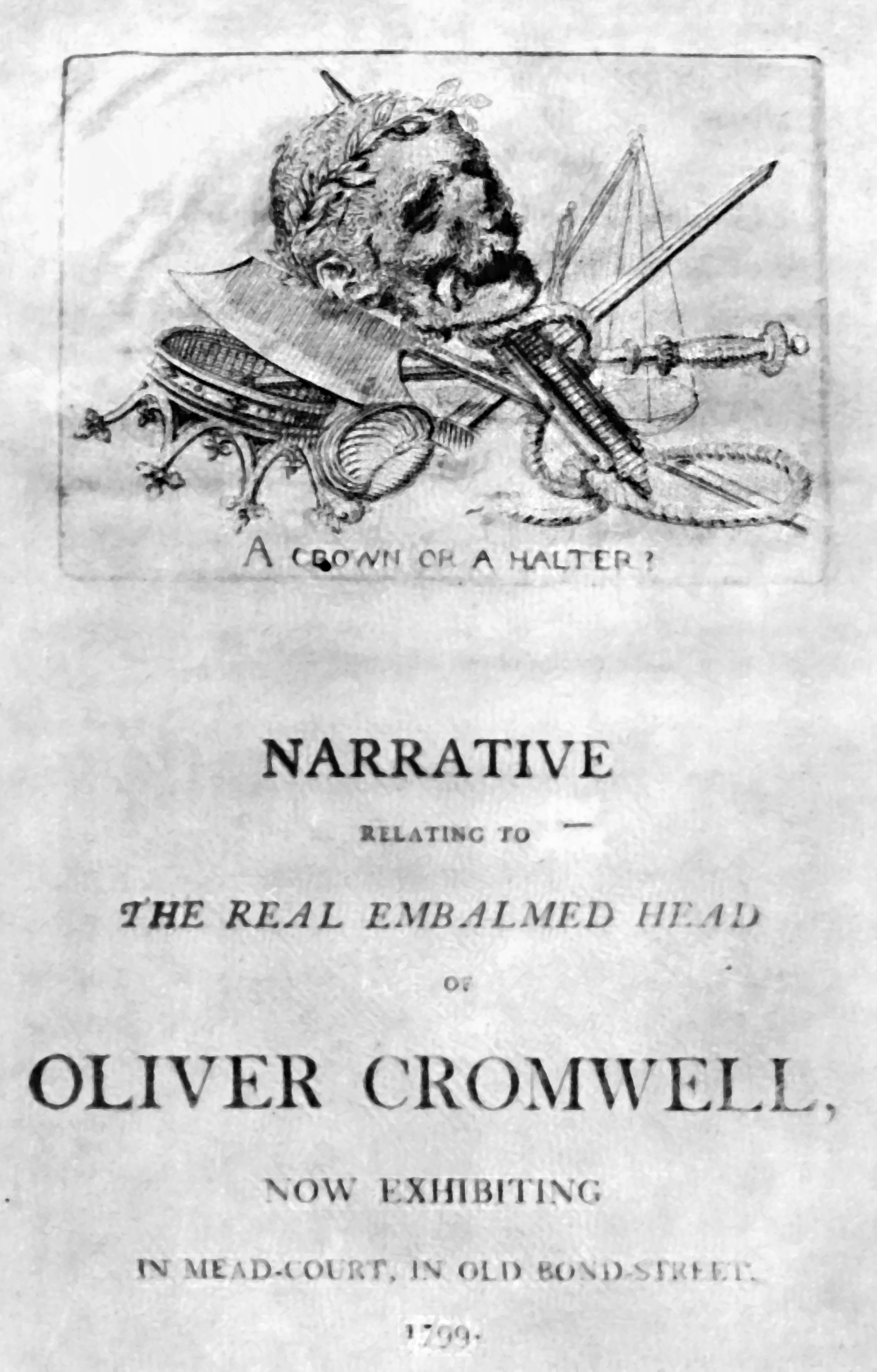
1799年、ヒューズ兄弟によるクロムウェルの首の展示を宣伝するポスター

1738年、デュプイが独身のまま遺言を残さず死去すると、その後の約40年にわたりクロムウェルの首についての記録は途絶えた。首が次に記録に現れるのは1770年代の半ばであり、経緯は不明なものの、その時点ではサミュエル・ラッセルという失敗した喜劇俳優の所有物となっていた。1775年頃、経済的に困窮したラッセルは首を携えてクロムウェルの母校であるケンブリッジ大学シドニー・サセックス・カレッジを訪れ、カレッジの学長に対して首を買い取るよう打診したが、拒否された。ラッセルは自らをクロムウェルの血族と信じており、首に対して特別な感情を抱いていたが、一方で保管については十分な注意を払わなかったため、この時期に首は修復不能な損傷を負ったという。1780年頃、ラッセルが所有する首は著名な金細工職人であるジェイムズ・コックスの目に留まり、コックスはそれが本物のクロムウェルの首と確信し、100ポンドでの買取をラッセルに打診したが、拒否された。しかし最終的に、ラッセルは1787年4月に118ポンドで首をコックスに売却した。コックスがクロムウェルの首の購入を熱望した背景には投機的な目的があったと考えられている。
1799年、コックスはクロムウェルの首を3人組の投機家であるヒューズ兄弟に£230ポンドで売却した。ヒューズ兄弟はロンドン中心部のボンド・ストリートでクロムウェルにまつわる展示を始めることを計画しており、様々な物品の一部として首を取得していた。展示を宣伝するために数千枚のポスターが刷られたが、その評判は展示品の来歴の疑わしさによって損なわれた。ヒューズ兄弟と広報係のジョン・クランチは、首の来歴における空白期間についてコックスに手紙で尋ねたが、それに対するコックスの態度が曖昧であったため、兄弟は偽物の首を売りつけられたという疑念を抱くこととなった。確かな来歴を提示することが叶わなかったクランチは、展示される首が本物であることの証明として、クロムウェルの首は「防腐処理が施された後に体から切り離され、杭に突き立てられた唯一無二の例であり、当該の首はそれらの条件に完全に当てはまっている」との説明を考え出したが、疑惑を完全に払拭するには至らなかった。ヒューズ兄弟の展示は2シリング6ペンスという入館料が高額であったこともあり集客に苦戦し、商業的な失敗に終わった。

## 19世紀から20世紀

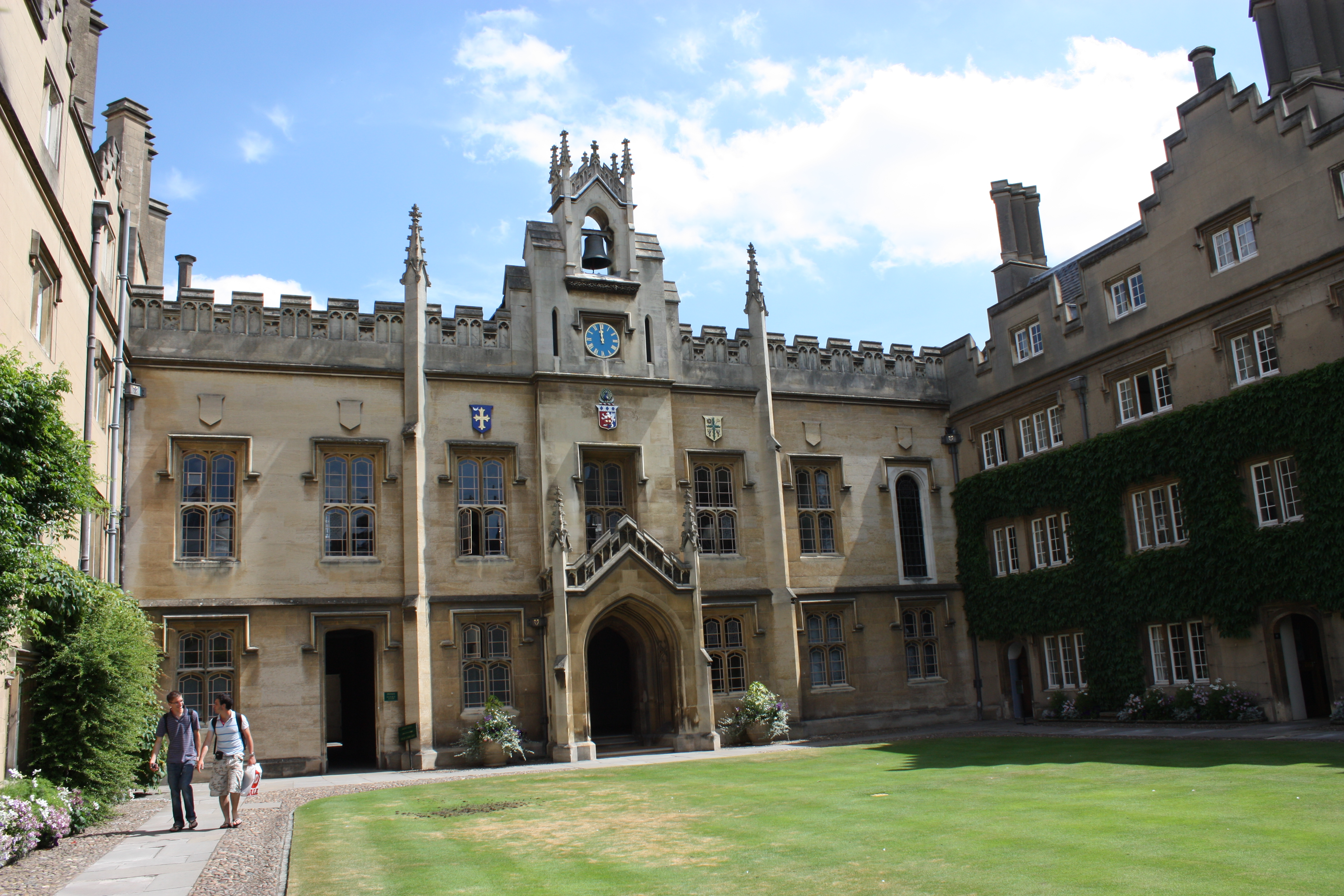
1960年にクロムウェルの首が埋葬されたシドニー・サセックス・カレッジ

ボンド・ストリートでの展示は失敗に終わったものの、首はヒューズ家の娘に引き継がれ、彼女は希望者に対しては誰に対してでも首の公開を続けた。ある時、博物学者ジョゼフ・バンクスはこの首の見学に誘われたが、強い拒絶感を示して断ったと書き残されている。リヴァプールで博物館を開いていたウィリアム・ブロックは首の購入を検討し、リヴァプール伯爵ロバート・ジェンキンソンに手紙を送ったが、ジェンキンソンは「性別や年齢を問わず人々が訪れる公設博物館に人間の亡骸を展示することに対する当然の強い反対」を述べた。公的な博物館への売却を断念したヒューズ家の娘は、1815年に首をジョサイア・ヘンリー・ウィルキンソン（Josiah Henry Wilkinson）という個人に売り渡し、その後クロムウェルの首は1960年に埋葬されるまでウィルキンソン家の代々の所有物となった。1822年、マライア・エッジワースはウィルキンソンと朝食を共にした際、実物のクロムウェルの首を見せられて驚嘆したことを書き残している。

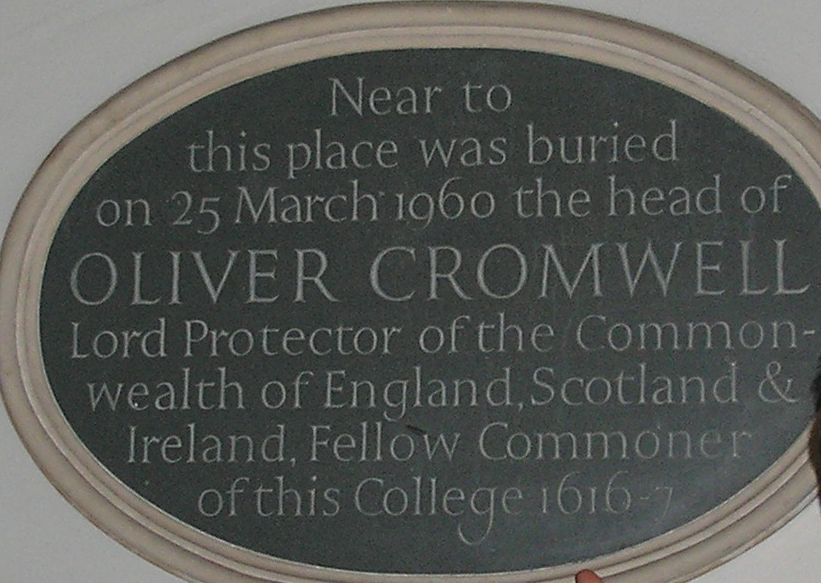
クロムウェルの首の埋葬を記念するシドニー・サセックス・カレッジの銘板

1845年、『オリバー・クロムウェルの書簡並びに演説（Letters and Speeches of Oliver Cromwell）』の出版に合わせ、著者のトーマス・カーライルはクロムウェルの首を観るよう依頼されたが、カーライルはそれを拒否しただけでなく、友人からの伝聞を根拠に、ウィルキンソンが所有する首を「詐欺的な」偽物として手厳しく批判する手紙をしたためた。1875年、医師のジョージ・ロレストンは、クロムウェルの首とされる別の頭蓋骨で、アシュモレアン博物館の収蔵品である「アシュモレアンの頭蓋骨」の調査を行った。ロレンストンはこの頭蓋骨とウィルキンソン家が所有する頭蓋骨の両方を詳しく調査し、クロムウェル本人のデスマスクとの照合も行った。その結果、ロレンストンはアシュモレアンの頭蓋骨は偽物であり、ウィルキンソンの首こそが本物のクロムウェルの首であると結論づけた。1911年には別の比較調査が行われ、考古学者らによってアシュモレアンの頭蓋骨は再び偽物と判断されたが、ウィルキンソン家が所有する首については、1684年から1787年までの来歴が不明であったことから、本物とも偽物とも結論づけることができなかった。
1934年、ウィルキンソン家が所有する首はカール・ピアソンと人類学者ジェフリー・モラントによる科学的調査の対象となった。両者は109ページにわたる調査報告書を作成し、この頭蓋骨が60歳程度の男性のもので、かつクロムウェルの顔の特徴と伝えられるものに良く付合しており、17世紀当時の防腐処理を受けたのちに胴体から切断されていることを確認したとして、偽造は事実上不可能であり、ウィルキンソンの首は「ほぼ確実に」オリバー・クロムウェルのものであると結論づけた。1957年、ウィルキンソン家の当主であるホレーショ・ウィルキンソンが死去し、クロムウェルの首は彼の息子に引き継がれた。息子は首を一般に公開するのではなく、正式な埋葬を行うことを望み、クロムウェルの母校であるケンブリッジ大学シドニー・サセックス・カレッジにその提案を行い、カレッジ側も埋葬を歓迎した。1960年3月25日、クロムウェルの首の埋葬が、シドニー・サセックス・カレッジ敷地内の秘密の場所で行われ、首は1815年以来ウィルキンソン家が首を保存していたオークの木箱に入れられた状態で、気密性の容器の中に安置された。埋葬の現場に立ち会ったのは大学の関係者など数人のみだった。秘密裏に行われたこの埋葬は、1962年10月まで公表されなかった。